# بمباران یوگسلاوی توسط ناتو
بمباران یوگسلاوی توسط ناتو عملیات نظامی سازمان پیمان آتلانتیک شمالی (ناتو) علیه یوگسلاوی در جریان جنگ کوزوو بود. به گفتهٔ ناتو، هدف عملیات متوقف کردن نقض حقوق بشر در کوزوو، بود و این نخستین باری بود که حمله‌ای توسط ناتو بدون مجوز شورای امنیت سازمان ملل متحد صورت می‌گرفت. حملات از ۲۴ مارس تا ۱۰ ژوئن ۱۹۹۹ به طول انجامید. اسم رمز رسمی عملیات ناتو عملیات نیروی ائتلافی بود و آمریکا آن را عملیات نوبل انویل می‌نامید، در حالی‌که در یوگسلاوی عملیات به نادرستی «فرشتهٔ بخشنده» (سیریلیک صربی: Милосрдни анђео) نامیده می‌شد.
این عملیات دومین عملیات رزمی عمدهٔ ناتو در تاریخ آن، پس از کارزار بمباران ۱۹۹۵ در بوسنی و هرزگوین بود. بمباران ۱۹۹۹ منجر به عقب‌نشینی نیروهای یوگسلاو از کوزوو و ایجاد فرستاده اداری موقت سازمان ملل در کوزوو شد.
این بمباران بین ۴۸۹ و ۵۲۸ تلفات غیرنظامی دربرداشت، پل‌ها، کارخانه‌های صنعتی، ساختمان‌های غیرنظامی، ساختمان‌های عمومی و تجاری، سربازخانه‌های و تأسیسات نظامی بسیاری را تخریب کرد.